# Cerkev sv. Trojice, Hrastovlje
Cerkev Svete Trojice v Hrastovljah se nahaja za taborskim obzidjem, s katerim se je tamkajšnje prebivalstvo v 16. stoletju zavarovalo pred turškimi vpadi. 

## Zgradba cerkve
Cerkev in obzidje sta zgrajena na živi skali, zato nimata globokih temeljev. Cerkev je zidana večinoma iz kamna, tako kot je značilno za celotno Istro. Nikoli ni bila v celoti ometana, zato lahko vidimo kako je bila cerkev grajena. Vemo, da je bil vrh cerkve nekoč ponovno pozidan, vendar razloga za to ne poznamo. Cerkev je krita s skrilom – debelimi lomljenimi kamnitimi ploščami, ki so značilna kritina za Sredozemlje oziroma »prastreha« vseh mediteranskih dežel.
Oken na cerkvi ni veliko, to pa zaradi vremenskih razmer. Poleti je bil prostor z malo okni zavarovan pred pripeko, pozimi pa pred burjo. Zaradi majhnega števila oken je v notranjosti cerkve precej temačno. Leta 1896 so na severni strani cerkve prebili lino za okno, vendar so pri tem na žalost uničili nekaj stenskih poslikav.
Cerkev naj bi bila nekoč kljub manjšemu številu oken bolje osvetljena kot danes, to pa zaradi mogočnega obzidja, ki ga nekoč še ni bilo. Obzidje zdaj cerkvi jemlje veliko svetlobe. 
Cerkev je po opredelitvi višinsko stopnjevalna cerkev. Take cerkve so na slovenskem nastajale le v gotski dobi, saj primerkov iz romanske dobe nimamo. Nastajale so na primer na Ptujski Gori, v Slovenskih goricah,... Hrastoveljska cerkev se od ostalih romarskih cerkev razlikuje po tem, da ima zvonik pozidan na zahodni strani, medtem ko imajo vse druge romarske cerkve majhne lesene stolpiče.Zvonik ima dva zvonova. 
Cerkev je dolga 11,7 metrov in široka 6,05 metra. S temi merami je ena najmanjših cerkev naokoli in ne presega niti povprečne širine in dolžine majhnih vaških podružnic. Nekateri trdijo, da je cerkev po istrsko zaokrožena različica renesančne arhitekture iz 2. polovice 15.stoletja.
Izgled vzhodnih vrat v cerkev, kot ga danes poznamo, je nastal okoli leta 1776. Prvotna vhodna vrata so verjetno segala do zvonika.

## Cerkveno obzidje
Obzidje cerkve je verjetno stalo že prej in ga je novi lastnik (Leander Zarotus) le obnovil. Visoko je 8 metrov in je zgrajeno iz lomljenega apnenca. Na obzidju cerkve je danes postavljena tudi tabla z napisom ter nekaj podatki o cerkvi. Težko bi določili, kdaj točno je bilo obzidje zgrajeno, predvideva pa se da je bilo zgrajeno nekje ob koncu 15. stoletja, torej zagotovo kasneje kot cerkev. Zid zakriva skoraj vso stavbo. Ven kuka le zvonik cerkve s križem na vrhu. Prvotni namen zidu je bila obramba, tudi v času turških vpadov. Je v obliki nepravilnega pravokotnika. V kotih sta postavljena obrambna stolpa. Prvi leži na severovzhodni strani, drugi pa je varoval vhod iz vaške strani. Obrambna stolpa imata obliko pokončne reže. Na stolpih lahko opazimo dve vrsti strelnih lin, predvideva pa se da je bilo nekoč obzidje zelo visoko, zato naj bi bile na zidu tri vrste strelnih lin. Za obrambo so imeli tudi pomol nad vhodnimi vrati, s katerega so lahko na sovražnika metali kamenje ali nanj zlivali vrelo vodo.